# Ptilinop de l'illa Makatea
El ptilinop de Makatea (Ptilinopus chalcurus) és una espècie d'ocell de la família dels colúmbids (Columbidae) endèmic de les zones boscoses de Makatea, a les illes Tuamotu.